# Avahi meridionalis
Il licanoto meridionale (Avahi meridionalis Zaramody et al., 2006) è un lemure della famiglia degli Indriidi, endemico del Madagascar. In passato era considerato una popolazione di A. laniger; analisi genetiche e morfologiche hanno recentemente rilevato che si tratta, in realtà, di una specie a sé stante. I locali lo chiamano fotsyfe (che in malgascio significa "zampe bianche").

## Distribuzione
L'areale di questa specie è limitato alle foreste pluviali del Madagascar sud-orientale.

## Descrizione

### Dimensioni
Misura fino a 50 cm, per un peso di circa 1 kg.

### Aspetto
Il pelo è grigio scuro nella zona anteriore del dorso e sulla nuca, grigio chiaro nella zona posteriore, biancastro su ventre, gola e la parte posteriore delle cosce. Sono presenti sfumature color ruggine su orecchie, avambracci, ginocchia, spalle. La coda, più sottile alla radice, è anch'essa color ruggine.

## Biologia
Si tratta di animali erbivori, notturni ed arboricoli. Hanno un territorio di 2-3 ha.

Gli avahi vivono per lo più in gruppi familiari, con una coppia riproduttrice. La numerosità più comune dei gruppi (moda) è di tre individui (coppia parentale più un piccolo).  Si possono, tuttavia, trovare gruppi anche fino a 5 individui (coppia parentale più piccoli di anni diversi).

### Alimentazione
Avahi meridionalis si ciba di foglie (adulte, giovani e germogli) e, raramente, di fiori. Può scegliere foglie (con preferenza per quelle giovani, quando disponibili) a più alto contenuto proteico e a più basso contenuto di fibre ed risulta essere l'erbivoro più generalista del genere Avahi, nutrendosi di oltre 40 specie vegetali. Possono condividere il territorio con altri lemuri "foglivori", come nella foresta di Mandena (in cui si trova anche Hapalemur meridionalis).

## Conservazione
La popolazione di Avahi meridionalis si trova solo in frammenti di foresta pluviale litorale (Mandena e Sainte Luce, Madagascar sud-orientale). Più che le dimensioni del frammento è lo stato di degradazione che influisce maggiormente sulla densità della popolazione e sull'incidenza di nuovi nati. La diminuzione di alberi di grandi dimensioni rende più difficile, per questi animali strettamente arboricoli, spostarsi anche da un frammento all'altro e persistere all'interno di una metapopolazione.